# 瑞光寺 (京都市)
瑞光寺（ずいこうじ）は、京都市伏見区深草にある日蓮宗の寺。元政庵（げんせいあん）とも称される。山号は深草山。旧本山は、身延山久遠寺。潮師法縁。

## 歴史
明暦元年（1655年）元政上人がこの地に称心庵という庵を結んだのに始まる。寺地は平安時代初期（9世紀）、太政大臣藤原基経が建立した極楽寺の跡地である。元政はもと彦根藩士で俗姓を石井といったが、藩士の身分を捨てて妙顕寺日豊の門に入り、明暦元年（1655年）、上述のように深草に庵を建立。寛文8年（1668年）、当地で示寂した。

## 文化財
重要文化財（国指定）
- 南蛮人蒔絵交椅 - 交椅（こうい）は折り畳み式の椅子。安土桃山時代の南蛮工芸の作品。
- 大般若経 巻第二四六 - 長屋王が和銅５年（712年）に五年前に崩御した文武天皇の冥福を祈るために書写させた旨が奥書の願文に記されているため、長屋王願経と呼ばれる。

## 伽藍
- 山門
- 本堂
- 三十番神堂　など

JR奈良線の線路を越えた西側には、3本の竹を目印とした元政の墓所がある。竹3本の墓標は元政の遺言に基づくもの。

## 行事
- 元政上人忌（3月18日） - 日政（元政）の命日に法華懺法会（ほっけせんぽうえ）と寺宝展が行われる。

## 旧末寺
日蓮宗は昭和16年に本末を解体したため、現在では、旧本山、旧末寺と呼びならわしている。
- 浄妙庵（京都市左京区田中上玄京町）
- 青木山琳聖寺（宇治市広野町大開）
- 深草山養壽庵（京都市伏見区深草西出町）瑞光寺北堂

## 所在地
- 京都府京都市伏見区深草坊町4